# Lopadorrhynchidae
Lopadorrhynchidae (лат.) — семейство кольчатых червей отряда Phyllodocida из подкласса Errantia класса многощетинковых.

## Описание
Морские придонные многощетинковые черви. Лопадоринхиды имеют короткое, широкое и уплощенное тело, состоящее из 35 сегментов, и могут достигать 35 мм в длину и 7 мм в ширину, но многие виды гораздо меньше. Тело видов может быть прозрачным или слегка пигментированным. У них хорошо развитые параподии и хеты. У них слабо развиты глаза, и для обнаружения добычи они полагаются на тактильные антенны и щупальцевые цирри; добыча может удерживаться модифицированными и увеличенными передними параподиями и хетами. Глотка папиллозная и снабжена слизистыми железами, секреты которых, возможно, также играют роль в захвате добычи. Жировые тела присутствуют у видов Pelagobia и, по-видимому, способствуют контролю плавучести.
Lopadorrhynchidae — хищные пелагические полихеты, широкое распространенное семейство, особенно в тропических и умеренных водах. Как минимум три вида — Maupasia caeca, Pelagobia longicirrata и P. viguieri — известны из вод Австралийской антарктической территории или широко распространенные в антарктических морях. Лопадоринхиды являются исключительно пелагическими и обитают от поверхностных вод до глубин не менее 1000 м. Сообщалось также о суточных вертикальных миграциях из поверхностных вод на большие глубины в светлое время суток.

## Систематика
Известно 7 родов и около 20 видов. Семейство было описано в 1868 году швейцарским зоологом René-Édouard Claparède (1832—1871), но первый вид был описан немецким биологом Адольфом Грубе в 1855 году. Ушаков рассматривал Lopadorrhynchidae в ранге подсемейства в составе Phyllodocidae.
- Bathypelagobia Kolbasova in Kolbasova, Kosobokova & Neretina, 2020[5] — 1 вид
  - Bathypelagobia polaris (Buzhinskaja, 2017) (=Pedinosoma polaris Buzhinskaja, 2017)[6]
- Hydrophanes Claparède, 1870 — 1 вид
- Lopadorrhynchus Grube, 1855 — около 10 видов
  - =Prolopadorhynchus Bergström, 1914
  - =Mastigethus Chamberlin, 1919
- Maupasia Viguier, 1886 — 5 видов
  - =Haliplanella Treadwell, 1943
  - =Halyplanes Reibisch, 1893
- Nans Chamberlin, 1919[7] — 1 вид
- Pedinosoma Reibisch, 1895 — 1 вид
- Pelagobia Greeff, 1879 — 6 видов[8][9]